# 穆杜马莱国家公园
穆杜马莱国家公园是位於印度南部泰米尔纳德邦尼爾吉利斯縣尼尔吉里丘陵的一个國家公園。面積321 km2（124 sq mi），海拔850—1,250米（2,790—4,100英尺）。自1940年以来，该地区一直是保護區。該公園境內有常绿阔叶林、498种植物、266 种鸟类、18种肉食动物和10种草食动物。